# Курганская областная дума
Курга́нская областна́я Ду́ма — высший и единственный постоянно действующий орган законодательной власти Курганской области.

## Общие сведения
Председатель Курганской областной Думы шестого и седьмого созыва — Фролов Дмитрий Владимирович.
Региональный парламент состоит из 34 депутатов, избранных на основе всеобщего прямого равного избирательного права при тайном голосовании по 17 одномандатным округам и по партийным спискам.
Из числа депутатов сформированы шесть постоянных комитетов и мандатная комиссия, наделённые полномочиями, которые охватывают весь круг вопросов, решаемых областной Думой.
В областной Думе действуют четыре депутатских объединения — фракции («Единая Россия», «Справедливая Россия», «КПРФ», «ЛДПР»).

## История

### I созыв
Выборы депутатов Курганской областной Думы первого созыва были проведены 27 марта 1994 года (избирались на переходный период — 1994—1996 гг.). Первое заседание прошло 12 апреля 1994 года. Председателем областной Думы был избран Богомолов Олег Алексеевич (с 8 декабря 1996 года по 14 февраля 2014 года — Губернатор Курганской области). В структуре Курганской областной думы было создано 5 комиссий. 25 депутатов приняли 725 постановлений, 110 законов Курганской области, 5 областных целевых программ.
| ФИО                             | Дата рождения        | Избирательный округ                           | Работа в Думе |  |
| ------------------------------- | -------------------- | --------------------------------------------- | --- |  |
| Аленин, Анатолий Сергеевич      | 28 июня 1946 года    | Шадринский западный избирательный округ № 9   | Член постоянной комиссии по социальным вопросам |  |
| Алыпов, Евгений Васильевич      | 23 ноября 1938 года  | Рябковский избирательный округ № 7            | Заместитель председателя постоянной комиссии по социальным вопросам                                                                                   |  |
| Богомолов, Олег Алексеевич      | 4 октября 1950 года  | Петуховский избирательный округ № 25          | Председатель Курганской областной думы I созыва |  |
| Букреев, Александр Михайлович   | 22 августа 1952 года | Шумихинский избирательный округ № 18          | Член постоянной комиссии по бюджетно-финансовым вопросам                                                                                              |  |
| Ганеева, Людмила Михайловна     | 1 декабря 1944 года  | Юго-западный избирательный округ № 4          | Член постоянной комиссии по социальным вопросам |  |
| Гречкосей, Виктор Леонидович    | 16 ноября 1948 года  | Целинный избирательный округ № 19             | Заместитель председателя постоянной комиссии по законодательству и государственному строительству                                                     |  |
| Гулькевич, Светлана Анатольевна | 19 марта 1950 года   | Заозрный избирательный округ № 8              | Член постоянной комиссии по социальным вопросам |  |
| Ельчанинов, Анатолий Федорович  | 3 июля 1946 года     | Центральный избирательный округ № 3           | Член постоянной комиссии по бюджетно-финансовым вопросам                                                                                              |  |
| Ефремов, Лев Григорьевич        | 28 декабря 1954 года | Шадринский западный избирательный округ № 6   | Председатель постоянной комиссии по экономической политике                                                                                            |  |
| Иванов, Алексей Иванович        | 6 ноября 1948 года   | Западный избирательный округ № 5              | Председатель постоянной комиссии по социальным вопросам                                                                                               |  |
| Иоган, Владимир Карлович        | 25 мая 1948 года     | Избирательный округ № 11                      | Член постоянной комиссии по законодательству и государственному строительству                                                                         |  |
| Кащеев, Юрий Прокопьевич        | 9 мая 1946 года      | Катайский избирательный округ № 15            | Член постоянной комиссии по экономической политике |  |
| Климов, Александр Александрович | 3 февраля 1944 года  | Юргамышский избирательный округ № 22          | Председатель мандатной комиссии |  |
| Лебедкин, Николай Николаевич    | 6 марта 1944 года    | Северный избирательный округ № 6              | Заместитель председателя постоянной комиссии по законодательству и государственному строительству                                                     |  |
| Наветкин, Николай Иванович      | 22 мая 1947 года     | Кетовский избирательный округ № 13            | Член постоянной комиссии по законодательству и государственному строительству                                                                         |  |
| Петухов, Виктор Михайлович      | 28 июня 1953 года    | Притобольный избирательный округ № 24         | Член постоянной комиссии по экономической политике |  |
| Подкопаев, Юрий Михайлович      | 28 июня 1946 года    | Восточный избирательный округ № 1             | Председатель постоянной комиссии по бюджетно-финансовым вопросам                                                                                      |  |
| Соболев, Анатолий Николаевич    | 10 декабря 1940 года | Шадринский восточный избирательный округ № 10 | Член постоянной комиссии по бюджетно-финансовым вопросам                                                                                              |  |
| Сухнев, Виктор Георгиевич       | 10 ноября 1952 года  | Каргапольский избирательный округ № 12        | Член постоянной комиссии по социальным вопросам |  |
| Татауров, Виктор Николаевич     | 9 мая 1948 года      | Куртамышский избирательный округ № 14         | Заместитель председателя постоянной комиссии по бюджетно-финансовым вопросам                                                                          |  |
| Третьяков, Александр Денисович  | 19 ноября 1951 года  | Шадринский избирательный округ № 17           | Член постоянной комиссии по социальным вопросам |  |
| Чернов, Анатолий Васильевич     | 11 ноября 1948 года  | Юго-восточный избирательный округ № 2         | Член постоянной комиссии по экономической политике |  |
| Шишкоедов, Василий Михайлович   | 1 ноября 1953 года   | Лебяжьевский избирательный округ № 23         | Член постоянной комиссии по экономической политике |  |
| Юсупов, Ильгиз Нигаматович      | 8 февраля 1939 года  | Щучанский избирательный округ № 21            | Член постоянной комиссии по бюджетно-финансовым вопросам                                                                                              |  |
| Ярцев, Леонид Михайлович        | 4 декабря 1948 года  | Варгашинский избирательный округ № 20         | Заместитель председателя постоянной комиссии по экономической политике, член постоянной комиссии по законодательству и законодательному строительству |  |

### II созыв
Выборы депутатов Курганской областной Думы второго созыва были проведены 24 ноября 1996 года. Согласно Уставу Курганской области депутаты избирались на четырёхлетний срок — до 2000 года. Первое заседание состоялось 11 декабря 1996 года. Председателем областной Думы был избран Ефремов Лев Григорьевич. В структуре областной Думы сформировано 6 комитетов и 1 комиссия. 34 депутата приняли 3212 постановлений, 419 законов Курганской области, 29 областных целевых программ.
| ФИО                              | Дата рождения         | Избирательный округ                 | Работа в Думе |  |
| -------------------------------- | --------------------- | ----------------------------------- | --- |  |
| Абдулин, Роберт Семенович        | 28 апреля 1950 года   | Округ № 7 (Западный)                | Председатель комитета по законодательству и государственному строительству на профессиональной постоянной основе (1996—1998 гг.)                                                                            |  |
| Аленин, Анатолий Сергеевич       | 28 июня 1946 года     | Округ № 12 (Шадринский)             | Председатель комитета по социальной политике; член мандатной комиссии |  |
| Антошкин, Александр Сергеевич    | 26 сентября 1958 года | Округ № 14 (Белозерский)            | Председатель комитета по законодательству и государственному строительству на профессиональной постоянной основе; член комитета по бюджету, финансам и налогам                                              |  |
| Белоусов, Вячеслав Геннадьевич   | 8 марта 1956 года     | Округ № 6 (Юго-Западный)            | Член комитета по законодательству и государственному строительству; по экономической политике |  |
| Бердюгин, Виктор Иванович        | 6 апреля 1956 года    | Округ № 12 (Шадринский)             | Член комитета по бюджету, финансовам и налогам; вопросам по экономической политике |  |
| Болтнев, Николай Иванович        | 30 сентября 1950 года | Округ № 8 (Промышленный)            | Член комитета по экономической политике и государственному строительству |  |
| Букреев, Александр Михайлович    | 22 августа 1952 года  | Округ № 21 (Шумихинский)            | Заместитель председателя комитета по аграрной политике, природопользованию и охране окружающей среды |  |
| Бутенко, Николай Андреевич       | 3 января 1946 года    | Округ № 13 (Альменевский)           | Член комитета по бюджету, финансам и налогам |  |
| Вартанов, Сергей Сетракович      | 6 сентября 1957 года  | Округ № 17 (Куртамышский)           | Член комитета по социальным вопросам |  |
| Васильев, Сергей Михайлович      | 21 ноября 1965 года   | Округ № 16 (Кетовский)              | Член комитета по бюджету, финансам и налогам |  |
| Ганеева, Людмила Михайловна      | 1 декабря 1944 года   | Округ № 4 (Административный)        | Председатель комитета по региональной политике и местному самоуправлению на профессиональной постоянной основе; член комитета по законодательству и государственному строительству; член мандатной комиссии |  |
| Гулькевич, Светлана Анатольевна  | 19 марта 1950 года    | Округ № 10 (Северный)               | Заместитель Председателя областной думы II-го созыва |  |
| Гусев, Владимир Николаевич       | 19 октября 1947 года  | Округ № 18 (Лебяжьевский)           | Член комитета по экономической политике; член мандатной комиссии |  |
| Ермаков, Юрий Александрович      | 19 июля 1941 года     | Округ № 5 (Железнодорожный)         | Заместитель председателя комитета по экономической политике (1996—1999 гг.) и государственному строительству                                                                                                |  |
| Ефремов, Лев Григорьевич         | 28 декабря 1954 года  | Округ № 12 (Шадринский)             | Председатель Курганской областной думы II созыва |  |
| Жеребцова, Алина Ивановна        | 1 августа 1946 года   | Округ № 21 (Шумихинский)            | Член комитетов по социальной политике; по региональной политике и местному самоуправлению (1996—1999 гг.)                                                                                                   |  |
| Зайцев, Борис Степанович         | 10 сентября 1930 года | Округ № 14 (Белозерский)            | Член комитета по аграрной политике, природопользованию и охране окружающей среды |  |
| Климов, Александр Александрович  | 3 февраля 1944 года   | Округ № 22 (Юргамышский)            | Заместитель Председателя областной Думы — председатель мандатной комиссии; член комитета по социальной политике                                                                                             |  |
| Коваленко, Надежда Яковлевна     | 16 сентября 1947 года | Избирательный округ № 1 (Восточный) | Заместитель председателя комитета по бюджету, финансам и налогам на профессиональной постоянной основе |  |
| Колташов, Анатолий Николаевич    | 12 ноября 1947 года   | Округ № 20 (Притобольный)           | Председатель комитета по экономической политике; член комитета по бюджету, финансам и налогам |  |
| Малахов, Александр Борисович     | 4 марта 1955 года     | Округ № 2 (Юго-Восточный)           | Член комитета по экономической политике; по законодательству и государственному строительству (1996—1998 гг.)                                                                                               |  |
| Мельников, Валентин Семенович    | 9 ноября 1944 года    |                                     | Член комитета по экономической политике |  |
| Мехнина Светлана Георгиевна      | 9 марта 1947 года     | Округ № 3 (Центральный)             | Заместитель председателя комитета по законодательству и государственному строительству на профессиональной постоянной основе                                                                                |  |
| Мишуков, Владимир Иванович       | 31 августа 1950 года  | Округ № 18 (Лебяжьевский)           | Член комитета по аграрной политике, природопользованию и охране окружающей среды |  |
| Назаров, Петр Иванович           | 12 июня 1953 года     | Округ № 16 (Кетовский)              | Заместитель председателя комитета по социальной политике; член комитета по законодательству и государственному строительству                                                                                |  |
| Пономарев, Александр Петрович    | 30 ноября 1951 года   | Округ № 22 (Юргамышский)            | Член комитета по аграрной политике, природопользованию и охране окружающей среды |  |
| Сменова, Татьяна Васильевна      | 22 декабря 1950 года  | Округ № 11 (Заозерный)              | Член комитета по социальной политике на профессиональной постоянной основе |  |
| Суконкин, Борис Константинович   | 4 августа 1946 года   | Округ № 15 (Далматовский)           | Член комитетов по бюджету, финансам и налогам; по региональной политике и местному самоуправлению |  |
| Татауров, Виктор Николаевич      | 9 мая 1948 года       | Округ № 17 (Куртамышский)           | Заместитель Председателя областной Думы — председатель комитета по бюджету, финансам и налогам на профессиональной постоянной основе                                                                        |  |
| Тигиняну, Сергей Трофимович      | 1 ноября 1959 года    | Округ № 12 (Шадринский)             | Председатель комитета по аграрной политике, природопользованию и охране окружающей среды; член комитета по региональной политике и местному самоуправлению по бюджетно-финансовым вопросам                  |  |
| Толмачева, Антонина Ивановна     | 11 ноября 1959 года   | Округ № 9 (Рябковский)              | Член комитета по социальной политике; по региональной политике и местному самоуправлению на профессиональной постоянной основе                                                                              |  |
| Черных, Александр Афанасьевич    | 17 сентября 1948 года | Округ № 15 (Далматовский)           | Член комитета по законодательству и государственному строительству |  |
| Шевелев, Виктор Павлович         | 6 октября 1946 года   | Округ № 19 (Петуховский)            | Председатель комитета по экономической политике на профессиональной постоянной основе (1996—1999 гг.) |  |
| Шерстобитова, Людмила Викторовна | 7 марта 1957 года     | Округ № 22 (Юргамышский)            | Член комитета по социальной политике |  |

### III созыв
Выборы депутатов Курганской областной Думы третьего созыва были проведены 26 ноября 2000 года. Согласно Уставу Курганской области депутаты избирались на четырёхлетний срок — до 2004 года. Председателем областной Думы стал Пономарёв Вале́рий Зо́симович. В структуре областной Думы сформировано 6 комитетов и 1 комиссия. 34 депутата приняли 4264 постановления, 949 законов Курганской области, 56 областных целевых программ.
| ФИО                                | Дата рождения         | Избирательный округ                    | Работа в Думе |  |
| ---------------------------------- | --------------------- | -------------------------------------- | --- |  |
| Азанов, Сергей Васильевич          | 2 апреля 1952 года    | Избирательный округ № 5                | Член комитетов по законодательству и государственному строительству; по экономической политике                                                  |  |
| Александров, Михаил Юрьевич        | 7 февраля 1958 года   | Избирательный округ № 2                | Член комитетов по бюджету, финансовой и налоговой политике; по законодательству и государственному строительству                                |  |
| Аленин, Анатолий Сергеевич         | 28 июня 1946 года     | Избирательный округ № 5                | Председатель комитета по социальной политике, член мандатной комиссии, член комитета по законодательству и государственному строительству       |  |
| Апостол, Сергей Викторович         | 13 мая 1956 года      | Избирательный округ № 10               | Член комитетов по бюджету, финансовой и налоговой политике; по социальной политике                                                              |  |
| Артемьева, Лариса Фадеевна         | 27 марта 1948 года    | Избирательный округ № 1 (Восточный)    | Заместитель председателя областной Думы на постоянной основе                                                                                    |  |
| Вавилов, Никита Александрович      | 2 ноября 1976 года    | Избирательный округ № 9 (Лебяжьевский) | Член комитетов по социальной политике; по законодательству и государственному строительству                                                     |  |
| Вартанов, Сергей Сетракович        | 6 сентября 1957 года  | Избирательный округ № 8 (Куртамышский) | Член комитета по социальной политике |  |
| Васильев, Сергей Михайлович        | 21 ноября 1965 года   | Избирательный округ № 6                | Член комитета по бюджету, финансовой и налоговой политике                                                                                       |  |
| Веревкин, Валерий Иванович         | 14 ноября 1949 года   | Избирательный округ № 4                | Член комитета по социальной политике |  |
| Ганеева, Людмила Михайловна        | 1 декабря 1944 года   | Избирательный округ № 4                | Председатель комитета по региональной политике и местному самоуправлению, член комитета по законодательству и государственному строительству    |  |
| Голоскоков, Анатолий Анатольевич   | 7 марта 1967 года     | Избирательный округ № 10               | Член комитетов по экономической политике; по аграрной политике и природным ресурсам                                                             |  |
| Дуплякин, Валерий Вениаминович     | 19 ноября 1954 года   | Избирательный округ № 6                | Член комитета по бюджету, финансовой и налоговой политике                                                                                       |  |
| Иванов, Алексей Иванович           | 6 ноября 1948 года    | Избирательный округ № 3                | Член комитетов по бюджету, финансовой и налоговой политике; по социальной политике                                                              |  |
| Исламов, Марат Нуриевич            | 28 июня 1953 года     | Избирательный округ № 10               | Член комитетов по бюджету, финансовой и налоговой политике; по аграрной политике и природным ресурсам                                           |  |
| Каримов, Фарит Фирдаусович         | 15 февраля 1963 года  | Избирательный округ № 3                | Член комитетов по экономической политике; по законодательству и государственному строительству                                                  |  |
| Климов, Александр Александрович    | 3 февраля 1944 года   | Избирательный округ № 11               | Председатель мандатной комиссии, член комитета по социальной политике                                                                           |  |
| Коваленко, Надежда Яковлевна       | 16 сентября 1947 года | Избирательный округ № 1 (Восточный)    | Член комитета по бюджету, финансовой и налоговой политике                                                                                       |  |
| Кокотеев, Вячеслав Михайлович      | 22 июня 1939 года     | Избирательный округ № 7                | Член комитета по социальной политике, член мандатной комиссии                                                                                   |  |
| Колотушкин, Владимир Сергеевич     | 9 июня 1952 года      | Избирательный округ № 5                | Председатель комитета по экономической политике; член комитета по бюджету, финансовой и налоговой политике                                      |  |
| Кривощеков, Сергей Иванович        | 24 мая 1962 года      | Избирательный округ № 8 (Куртамышский) | Член комитетов по бюджету, финансовой и налоговой политике; по аграрной политике и природным ресурсам                                           |  |
| Кудрявцев, Владимир Константинович | 18 июня 1970 года     | Избирательный округ № 9 (Лебяжьевский) | Член комитетов по бюджету, финансовой и налоговой политике; по законодательству и государственному строительству                                |  |
| Лисицын Александр Николаевич       | 11 декабря 1959 года  | Избирательный округ № 2                | Член комитетов по экономической политике; по региональной политике и местному самоуправлению                                                    |  |
| Лузин, Александр Васильевич        | 25 декабря 1950 года  | Избирательный округ № 7                | Председатель комитета по законодательству и государственному строительству; член комитета по экономической политике                             |  |
| Мехнина Светлана Георгиевна        | 9 марта 1947 года     | Избирательный округ № 4                | Член комитетов по законодательству и государственному строительству; по социальной политике                                                     |  |
| Мишуков, Владимир Иванович         | 31 августа 1950 года  | Избирательный округ № 9 (Лебяжьевский) | Заместитель председателя комитета по аграрной политике и природным ресурсам; член комитета по законодательству и государственному строительству |  |
| Остапенко, Владимир Тихонович      | 22 февраля 1953 года  | Избирательный округ № 11               | Член комитетов по бюджету, финансовой и налоговой политике; по аграрной политике и природным ресурсам                                           |  |
| Панчишин, Владимир Андреевич       | 23 апреля 1959 года   | Избирательный округ № 7                | Член комитетов по аграрной политике и природным ресурсам; по законодательству и государственному строительству                                  |  |
| Пономарев, Александр Петрович      | 30 ноября 1951 года   | Избирательный округ № 11               | Председатель комитета по аграрной политике и природным ресурсам, член комитета по законодательству и государственному строительству             |  |
| Пономарев, Валерий Зосимович       | 15 февраля 1942 года  | Избирательный округ № 2                | Председатель Курганской областной думы III созыва                                                                                               |  |
| Предеин, Алексей Григорьевич       | 22 июня 1956 года     | Избирательный округ № 1 (Восточный)    | Член комитетов по социальной политике; по региональной политике и местному самоуправлению; член мандатной комиссии                              |  |
| Сапожников, Александр Алексеевич   | 25 марта 1950 года    | Избирательный округ № 3                | Председатель комитета по бюджету, финансовой и налоговой политике                                                                               |  |
| Сорокин, Анатолий Леонидович       | 16 августа 1950 года  | Избирательный округ № 8 (Куртамышский) | Член комитетов по бюджету, финансовой и налоговой политике; по аграрной политике и природным ресурсам                                           |  |
| Третьяков, Александр Петрович      | 6 октября 1949 года   | Избирательный округ № 6                | Член комитета по законодательству и государственному строительству                                                                              |  |

### IV созыв
28 ноября 2004 года прошли выборы депутатов Курганской областной Думы четвёртого созыва. Впервые парламентарии избирались по смешанной избирательной системе — 17 представителей от политических партий и 17 — от одномандатных округов. Председателем областной Думы стал Исламов Марат Нуриевич. В структуре областной Думы сформировано 6 комитетов и 1 комиссия. 36 депутатов приняли 4265 постановлений, 524 законов Курганской области. Они сформировали 4 депутатских объединения: фракции «Единая Россия» и «ЛДПР», депутатские группы «Аграрная депутатская группа» и «Содействие развитию молодёжного движения».
| ФИО                                | Дата рождения        | Избирательный округ                                                                                        | Работа в Думе | Партия (фракция) |
| ---------------------------------- | -------------------- | --- | --- | --- |
| Александров, Михаил Юрьевич        | 7 февраля 1958 года  | № 5 Заозерный избирательный округ (город Курган)                                                           | Член комитета по бюджету, финансовой и налоговой политике;член комитета по социальной политике; член комиссии по награждению Почетной грамотой Курганской областной думы                                                                  | Член фракции «ЛДПР»                                                                                                  |
| Алексеев, Валерий Геннадьевич      | 14 февраля 1955 года | список Курганского отделения «Российская партия пенсионеров»                                               | Член комитета по законодательству и государственному строительству; член комитета по бюджету, финансовой и налоговой политике | Член фракции «Единая Россия»                                                                                         |
| Артемьева, Лариса Фадеевна         | 27 марта 1948 года   | список Курганского областного отделения политической партии «Коммунистическая партия Российской Федерации» | Первый заместитель Председателя Курганской областной думы ;член мандатной комиссии; председатель комиссии по награждению Почетной грамотой Курганской областной думы                                                                      | |
| Байтеряков, Евгений Дмитриевич     | 5 мая 1947 года      | список Курганского регионального отделения политической партии «ЕДИНАЯ РОССИЯ»                             | Председатель комитета по региональной политике и местному самоуправлению; член комитета по законодательству и государственному строительству                                                                                              | Член фракции «Единая Россия»                                                                                         |
| Бурков, Валерий Анатольевич        | 26 апреля 1957 года  | № 4 Железнодорожный избирательный округ (город Курган)                                                     | Член комитета по бюджету, финансовой и налоговой политике; член комитета по экономической политике | |
| Веревкин, Валерий Иванович         | 14 ноября 1949 года  | № 2 Центральный избирательный округ (город Курган)                                                         | Член комитета по социальной политике; член комитета по экономической политике | Член фракции «ЛДПР»                                                                                                  |
| Гладковский, Константин Михайлович | 6 октября 1965 года  | список Курганского регионального отделения политической партии «ЕДИНАЯ РОССИЯ»                             | Член комитета по законодательству и государственному строительству; член комитета по социальной политике | Член фракции «Единая Россия», член депутатской группы «Содействие развитию молодёжного движения»                     |
| Гурко, Михаил Николаевич           | 30 января 1946 года  | список «Союза правых сил» — Курганского регионального отделения                                            | Член комитета по региональной политике и местному самоуправлению; член комитета по бюджету, финансовой и налоговой политике | Член фракции «Единая Россия»                                                                                         |
| Дуплякин, Валерий Вениаминович     | 19 ноября 1954 года  | № 15 Белозерский избирательный округ (Белозерский, Варгашинский, Шатровский районы)                        | Член комитета по социальной политике; член комитета по бюджету, финансовой и налоговой политике; член мандатной комиссии | Член фракции «Единая Россия»                                                                                         |
| Емелин, Александр Сергеевич        | 24 ноября 1972 года  | список Курганского регионального отделения политической партии «Либерально-демократическая партия России»  | Заместитель председателя комитета по социальной политике; Член комитета по аграрной политике и природным ресурсам | Член фракции «Единая Россия»                                                                                         |
| Иоган, Владимир Карлович           | 25 мая 1948 года     | список Курганского областного отделения политической партии «Коммунистическая партия Российской Федерации» | Член комитета по бюджету, финансовой и налоговой политике | |
| Исламов, Марат Нуриевич            | 28 июня 1953 года    | № 10 Щучанский избирательный округ (Альменевский, Сафакулевский, Щучанский районы)                         | Председатель Курганской областной думы IV созыва | Член фракции «Единая Россия»                                                                                         |
| Кафеев, Евгений Уралович           | 27 апреля 1972 года  | № 17 Кетовский избирательный округ (Кетовский район)                                                       | Член комитета по бюджету, финансовой и налоговой политике; член комитета по экономической политике; член комиссии по награждению Почетной грамотой Курганской областной думы                                                              | Член фракции «Единая Россия», руководитель депутатской группы «Содействие развитию молодёжного движения»             |
| Климов, Александр Александрович    | 3 февраля 1944 года  | список Курганского регионального отделения политической партии «ЕДИНАЯ РОССИЯ»                             | Председатель мандатной комиссии, член комитета по региональной политике и местному самоуправлению; член комитета по социальной политике                                                                                                   | Член фракции «Единая Россия», член депутатской группы «Содействие развитию молодёжного движения»                     |
| Колотушкин, Владимир Сергеевич     | 9 июня 1952 года     | № 7 Шадринский № 1 избирательный округ (город Шадринск)                                                    | Председатель комитета по экономической политике | Член фракции «Единая Россия»                                                                                         |
| Коробов, Павел Владимирович        | 15 августа 1964 года | № 6 Рябковский избирательный округ (город Курган)                                                          | Член комитета по бюджету, финансовой и налоговой политике; член комитета по экономической политике | Заместитель руководителя депутатской группы «Содействие развитию молодёжного движения», член фракции «Единая Россия» |
| Котюсов, Михаил Иванович           | 31 июля 1950 года    | № 1 Восточный избирательный округ (город Курган)                                                           | Член комитета по бюджету, финансовой и налоговой политике; член комитета по экономической политике | Член фракции «ЛДПР»                                                                                                  |
| Лузин, Александр Васильевич        | 25 декабря 1950 года | список Курганского регионального отделения политической партии «ЕДИНАЯ РОССИЯ»                             | Заместитель Председателя областной Думы — председатель комитета по законодательству и государственному строительству; член комитета по бюджету, финансовой и налоговой политике                                                           | Руководитель фракции «Единая Россия»                                                                                 |
| Мишуков, Владимир Иванович         | 31 августа 1950 года | | Заместитель председателя комитета по аграрной политике и природным ресурсам; член комитета по бюджету, финансовой и налоговой политике; член комиссии по награждению Почетной грамотой Курганской областной думы; член мандатной комиссии | Член фракции «Единая Россия», член Аграрной депутатской группы                                                       |
| Неверов, Александр Викторович      | 10 августа 1963 года | список Курганского регионального отделения политической партии «ЕДИНАЯ РОССИЯ»                             | Член комитета по экономической политике | Член фракции «Единая Россия», член депутатской группы «Содействие развитию молодёжного движения»                     |
| Николаев, Евгений Вячеславович     | 12 ноября 1976 года  | список Курганского регионального отделения политической партии «Либерально-демократическая партия России»  | Член комитета по законодательству и государственному строительству; член комитета по социальной политике | Член фракции «ЛДПР»                                                                                                  |
| Остапенко, Владимир Тихонович      | 22 февраля 1953 года | список Курганского областного отделения политической партии «Аграрная партия России»                       | Заместитель председателя комитета по бюджету, финансовой и налоговой политике; член комитета по аграрной политике и природным ресурсам | Руководитель Аграрной депутатской группы, член фракции «Единая Россия»                                               |
| Павлов, Виктор Дмитриевич          | 21 ноября 1937 года  | список Курганского регионального отделения политической партии «ЕДИНАЯ РОССИЯ»                             | Председатель комитета по социальной политике; член комитета по законодательству и государственному строительству; член мандатной комиссии                                                                                                 | Член фракции «Единая Россия», член Аграрной депутатской группы                                                       |
| Пальшина, Наталья Анатольевна      | 7 апреля 1978 года   | Единый избирательный округ (список )                                                                       | Член комитета по социальной политике; член комитета по законодательству и государственному строительству | |
| Панчишин, Владимир Андреевич       | 23 апреля 1959 года  | список Курганского отделения «Российская партия пенсионеров»                                               | Заместитель председателя комитета по законодательству и государственному строительству; член комитета по социальной политике; член комиссии по награждению Почетной грамотой Курганской областной думы                                    | Член фракции «Единая Россия»                                                                                         |
| Пономарев, Александр Петрович      | 30 ноября 1951 года  | № 12 Каргапольский избирательный округ (Каргапольский и Юргамышский районы)                                | Заместитель Председателя областной Думы — председатель комитета по аграрной политике и природным ресурсам; член комитета по законодательству и государственному строительству                                                             | Член фракции «Единая Россия», член Аграрной депутатской группы                                                       |
| Потапов, Владимир Павлович         | 30 июля 1944 года    | № 9 Далматовский избирательный округ (Далматовский и Катайский районы)                                     | Член комитета по аграрной политике и природным ресурсам | Член фракции «Единая Россия», член Аграрной депутатской группы                                                       |
| Сажин, Владимир Николаевич         | 7 декабря 1948 года  | № 11 Мишкинский избирательный округ (Мишкинский, Шумихинский районы)                                       | Заместитель председателя комитета по экономической политике; член комитета по социальной политике; член комиссии по награждению Почетной грамотой Курганской областной думы                                                               | Член фракции «Единая Россия»                                                                                         |
| Сапожников, Александр Алексеевич   | 25 марта 1950 года   | № 14 Половинский избирательный округ (Звериноголовский, Лебяжьевский, Половинский, Притобольный районы)    | Заместитель Председателя областной думы — председатель комитета по бюджету, финансовой и налоговой политике; член комитета по законодательству и государственному строительству                                                           | Член фракции «Единая Россия»                                                                                         |
| Сапожникова, Ольга Геннадьевна     | 22 марта 1973 года   | № 3 Западный избирательный округ (город Курган)                                                            | Член комитета по социальной политике | Член фракции «Единая Россия»                                                                                         |
| Собакин, Евгений Юрьевич           | 1 июля 1959 года     | список «Союза правых сил» — Курганского регионального отделения                                            | | |
| Сорокин, Анатолий Леонидович       | 16 августа 1950 года | № 13 Куртамышский избирательный округ (Куртамышский, Целинный район)                                       | Член комитета по аграрной политике и природным ресурсам; член комитета по бюджету, финансовой и налоговой политике | Член фракции «Единая Россия», член Аграрной депутатской группы                                                       |
| Тигиняну, Сергей Трофимович        | 1 ноября 1959 года   | № 8 Шадринский № 2 избирательный округ (город Шадринск, Шадринский район)                                  | Заместитель председателя комитета по региональной политике и местному самоуправлению; член мандатной комиссии; член комитета по аграрной политике и природным ресурсам                                                                    | Член фракции «Единая Россия», член Аграрной депутатской группы                                                       |
| Цветова, Любовь Михайловна         | 30 августа 1954 год  | Единый избирательный округ (список)                                                                        | Член комиссии по награждению Почетной грамотой Курганской областной думы; член комитета по аграрной политике и природным ресурсам | Член фракции «Единая Россия», член Аграрной депутатской группы                                                       |
| Черепанов, Василий Михайлович      | 1 апреля 1949 года   | список Курганского областного отделения политической партии «Аграрная партия России»                       | Член комитета по аграрной политике и природным ресурсам | Член фракции «Единая Россия», член Аграрной депутатской группы                                                       |
| Ярушин, Юрий Владимирович          | 7 октября 1973 года  | список Курганского регионального отделения политической партии «Либерально-демократическая партия России»  | Член комитета по региональной политике и местному самоуправлению; член комитета по социальной политике | Руководитель фракции «ЛДПР»                                                                                          |

### V созыв
Выборы депутатов Курганской областной Думы пятого созыва (2010—2015 гг.) проведены 14 марта 2010 года. Председателем областной Думы был избран Казаков Владимир Николаевич. 25 декабря 2012 года он освобождён от занимаемой должности. Исполняющим обязанности назначен первый заместитель Председателя областной Думы Хабаров Владимир Петрович. 18 января 2013 года Председателем областной Думы избран Хабаров Владимир Петрович. Со 2 апреля 2010 года по 30 июня 2015 года областная Дума V созыва провела 62 заседания, на которых рассмотрены и приняты 3800 постановлений областной Думы, 598 законов Курганской области.
| ФИО                                | Дата рождения        | Избирательный округ | Работа в Думе | Партия (фракция)                                               |
| ---------------------------------- | -------------------- | --- | --- | -------------------------------------------------------------- |
| Алейников, Владимир Николаевич     | 30 июля 1970 года    | единый избирательный округ (Курганское региональное отделение политической партии «ЕДИНАЯ РОССИЯ»), № 16-Макушинская региональная группа (Макушинский, Мокроусовский, Петуховский, Частоозерский район)            | Член комитета по аграрной политике и природным ресурсам; член комитета по региональной политике и местному самоуправлению                                                       | Руководитель фракции политической партии «ЕДИНАЯ РОССИЯ»       |
| Бажутов, Владимир Васильевич       | 25 декабря 1955 года | единый избирательный округ (Курганское региональное отделение политической партии «ЕДИНАЯ РОССИЯ»), № 7-Шадринская 1 региональная группа (город Шадринск)                                                          | Член комитета по региональной политике и местному самоуправлению; член комитета по экономической политике                                                                       | Член фракции политической партии «ЕДИНАЯ РОССИЯ»               |
| Бондарев, Александр Георгиевич     | 30 августа 1953 года | одномандатный избирательный округ, №4 Железнодорожный избирательный округ (город Курган) | Член комитета по законодательству и государственному строительству; член мандатной комиссии                                                                                     | Член фракции политической партии «ЕДИНАЯ РОССИЯ»               |
| Власов, Николай Степанович         | 13 августа 1954 года | одномандатный избирательный округ, №3 Западный избирательный округ (город Курган) | Член комитета по бюджету, финансовой и налоговой политике | Член фракции политической партии «Справедливая Россия»         |
| Воинкова, Татьяна Васильевна       | 01 апреля 1955 года  | единый избирательный округ (Курганское региональное отделение политической партии «ЕДИНАЯ РОССИЯ»), № 17-Кетовская региональная группа (Кетовский район)                                                           | Член комитета по бюджету, финансовой и налоговой политике; член комитета по экономической политике                                                                              | Член фракции политической партии «ЕДИНАЯ РОССИЯ»               |
| Воронович, Елена Анатольевна       | 13 августа 1955 года | единый избирательный округ (Курганское региональное отделение политической партии «ЕДИНАЯ РОССИЯ»), № 10-Щучанская региональная группа (Альменевский, Сафакулевский, Щучанский район)                              | Заместитель председателя комитета по законодательству и государственному строительству; член комитета по региональной политике и местному самоуправлению                        | Член фракции политической партии «ЕДИНАЯ РОССИЯ»               |
| Гладковский, Константин Михайлович | 6 октября 1965 года  | одномандатный избирательный округ, №1 Восточный избирательный округ (город Курган) | Член комитета по социальной политике; член комитета по экономической политике                                                                                                   | Член фракции политической партии «ЕДИНАЯ РОССИЯ»               |
| Дуплякин, Валерий Вениаминович     | 19 ноября 1954 года  | одномандатный избирательный округ, №15 Белозерский избирательный округ (Белозерский, Варгашинский, Шатровский районы)                                                                                              | Член комитета по бюджету, финансовой и налоговой политике; член комитета по социальной политике                                                                                 | Член фракции политической партии «ЕДИНАЯ РОССИЯ»               |
| Исламов, Марат Нуриевич            | 28 июня 1953 года    | одномандатный избирательный округ, №10 Щучанский избирательный округ (Альменевский, Сафакулевский, Щучанский районы)                                                                                               | Заместитель Председателя областной Думы — председатель комитета по бюджету, финансовой и налоговой политике; член комитета по законодательству и государственному строительству | Член фракции политической партии «ЕДИНАЯ РОССИЯ»               |
| Казаков, Владимир Николаевич       | 21 октября 1965 года | единый избирательный округ (Курганское региональное отделение политической партии «ЕДИНАЯ РОССИЯ»), № 15-Белозерская региональная группа (Белозерский, Варгашинский, Шатровский район)                             | Председатель Курганской областной думы V созыва (2 апреля 2010 года - 25 декабря 2012 года)                                                                                     | Член фракции политической партии «ЕДИНАЯ РОССИЯ»               |
| Кафеев, Евгений Уралович           | 27 апреля 1972 года  | одномандатный избирательный округ, №17 Кетовский избирательный округ (Кетовский район) | Заместитель Председателя областной Думы — председатель комитета по экономической политике; член комитета по бюджету, финансовой и налоговой политике                            | Член фракции политической партии «ЕДИНАЯ РОССИЯ»               |
| Киселёва, Татьяна Владимировна     | 2 апреля 1959 года   | Региональное отделение политической партии СПРАВЕДЛИВАЯ РОССИЯ в Курганской области, № 6-Рябковская региональная группа (город Курган)                                                                             | Член комитета по социальной политике | Член фракции политической партии «Справедливая Россия»         |
| Кислицын, Василий Александрович    | 17 июня 1952 года    | одномандатный избирательный округ, №2 Центральный избирательный округ (город Курган) | Член комитета по аграрной политике и природным ресурсам; член комитета по региональной политике и местному самоуправлению                                                       | Руководитель фракции политической партии «КПРФ»                |
| Князев, Сергей Николаевич          | 17 января 1960 года  | одномандатный избирательный округ, №12 Каргапольский избирательный округ (Каргапольский и Юргамышский районы) | Заместитель председателя комитета по региональной политике и местному самоуправлению; член комитета по аграрной политике и природным ресурсам                                   | Член фракции политической партии «ЕДИНАЯ РОССИЯ»               |
| Костенко, Наталья Ивановна         | 5 октября 1972 года  | единый избирательный округ (Курганское областное отделение политической партии «Коммунистическая партия Российской Федерации» ), № 4-Железнодорожная региональная группа (город Курган)                            | Член комитета по региональной политике и местному самоуправлению; член комитета по социальной политике                                                                          | Член фракции политической партии «КПРФ»                        |
| Котюсов, Михаил Иванович           | 31 июля 1950 года    | единый избирательный округ (Курганское региональное отделение политической партии «Либерально-демократическая партия России»), № 1-Восточная региональная группа (город Курган)                                    | Член комитета по бюджету, финансовой и налоговой политике; член комитета по экономической политике                                                                              | Член фракции политической партии «ЛДПР»                        |
| Лепихин, Александр Васильевич      | 7 января 1963 года   | единый избирательный округ (Курганское региональное отделение политической партии «ЕДИНАЯ РОССИЯ»), № 11-Шумихинская региональная группа (Мишкинский, Шумихинский район)                                           | Член комитета по аграрной политике и природным ресурсам; член комитета по бюджету, финансовой и налоговой политике                                                              | Член фракции политической партии «ЕДИНАЯ РОССИЯ»               |
| Лисицын, Александр Николаевич      | 11 декабря 1959 года | единый избирательный округ (Региональное отделение политической партии СПРАВЕДЛИВАЯ РОССИЯ в Курганской области), № 3-Западная региональная группа (город Курган)                                                  | Член комитета по бюджету, финансовой и налоговой политике; член комитета по региональной политике и местному самоуправлению. Досрочно прекратил полномочия 28 апреля 2015 года  | Член фракции политической партии «Справедливая Россия»         |
| Менщиков, Владимир Михайлович      | 18 июня 1948 года    | единый избирательный округ (Курганское областное отделение политической партии «Коммунистическая партия Российской Федерации» ), № 13-Куртамышская региональная группа (Куртамышский, Целинный район)              | Член комитета по законодательству и государственному строительству | Член фракции политической партии «КПРФ»                        |
| Мишуков, Владимир Иванович         | 31 августа 1950 года | одномандатный избирательный округ, №16 Макушинский избирательный округ (Макушинский, Мокроусовский, Петуховский, Частоозерский районы)                                                                             | Заместитель председателя комитета по бюджету, финансовой и налоговой политике; член комитета по аграрной политике и природным ресурсам                                          | Член фракции политической партии «ЕДИНАЯ РОССИЯ»               |
| Морковкин, Николай Евгеньевич      | 07 января 1952 года  | одномандатный избирательный округ, №7 Шадринский избирательный округ 1 (город Шадринск) | Член комитета по законодательству и государственному строительству; член комитета по социальной политике                                                                        | Член фракции политической партии «ЕДИНАЯ РОССИЯ»               |
| Набатников, Юрий Иванович          | 16 июля 1946 года    | единый избирательный округ (Курганское областное отделение политической партии «Коммунистическая партия Российской Федерации» ), № 2-Центральная региональная группа (город Курган)                                | Член комитета по бюджету, финансовой и налоговой политике; член комитета по социальной политике                                                                                 | Член фракции политической партии «КПРФ»                        |
| Омегов, Владимир Николаевич        | 29 апреля 1946 года  | единый избирательный округ (Курганское областное отделение политической партии «Коммунистическая партия Российской Федерации» ), № 10-Щучанская региональная группа (Альменевский, Сафакулевский, Щучанский район) | Член комитета по аграрной политике и природным ресурсам | Член фракции политической партии «КПРФ»                        |
| Остапенко, Владимир Тихонович      | 22 февраля 1953 года | единый избирательный округ (Курганское региональное отделение политической партии «ЕДИНАЯ РОССИЯ»), № 12-Каргапольская региональная группа (Каргапольский, Юргамышский район)                                      | Председатель комитета по аграрной политике и природным ресурсам | Руководитель фракции политической партии «ЕДИНАЯ РОССИЯ»       |
| Сажин, Владимир Николаевич         | 7 декабря 1948 года  | одномандатный избирательный округ, №11 Шумихинский избирательный округ (Мишкинский, Шумихинский районы) | Председатель комитета по региональной политике и местному самоуправлению; член комитета по экономической политике                                                               | Член фракции политической партии «ЕДИНАЯ РОССИЯ»               |
| Сапожников, Александр Алексеевич   | 25 марта 1950 года   | одномандатный избирательный округ, №14 Притобольный избирательный округ (Звериноголовский, Лебяжьевский, Половинский, Притобольный районы)                                                                         | Заместитель Председателя областной Думы — председатель комитета по социальной политике; член комитета по бюджету, финансовой и налоговой политике                               | Член фракции политической партии «ЕДИНАЯ РОССИЯ»               |
| Семёнов, Виктор Анатольевич        | 6 мая 1961 года      | единый избирательный округ (Региональное отделение политической партии СПРАВЕДЛИВАЯ РОССИЯ в Курганской области), № 5-Заозерная региональная группа (город Курган)                                                 | Заместитель председателя комитета по экономической политике; член комитета по бюджету, финансовой и налоговой политике; член мандатной комиссии                                 | Руководитель фракции политической партии «Справедливая Россия» |
| Скок, Татьяна Анатольевна          | 5 октября 1957 года  | одномандатный избирательный округ, №5 Заозерный избирательный округ (город Курган) | Председатель комитета по законодательству и государственному строительству; член комитета по социальной политике                                                                | Член фракции политической партии «ЕДИНАЯ РОССИЯ»               |
| Сорокин, Анатолий Леонидович       | 16 августа 1950 года | одномандатный избирательный округ, №13 Куртамышский избирательный округ (Куртамышский, Целинный районы) | Заместитель председателя комитета по аграрной политике и природным ресурсам; член комитета по бюджету, финансовой и налоговой политике                                          | Член фракции политической партии «ЕДИНАЯ РОССИЯ»               |
| Сыренков, Сергей Викторович        | 2 декабря 1956 года  | одномандатный избирательный округ, №6 Рябковский избирательный округ (город Курган) | Член комитета по социальной политике | Член фракции политической партии «Справедливая Россия»         |
| Такунцев, Михаил Геннадьевич       | 6 апреля 1951 года   | Вместо Лисицына А.Н. | с 11 июня 2015 года | Член фракции политической партии «Справедливая Россия»         |
| Тигиняну, Сергей Трофимович        | 1 ноября 1959 года   | одномандатный избирательный округ, №8 Шадринский избирательный округ 2 (город Шадринск, Шадринский район) | Председатель мандатной комиссии; член комитета по региональной политике и местному самоуправлению; член комитета по социальной политике                                         | Член фракции политической партии «ЕДИНАЯ РОССИЯ»               |
| Хабаров, Владимир Петрович         | 7 марта 1952 год     | единый избирательный округ (Курганское региональное отделение политической партии «ЕДИНАЯ РОССИЯ»), № 8-Шадринская 2 региональная группа (Шадринск, Шадринский район)                                              | Председатель Курганской областной думы V созыва (с 18 января 2013 года) | Член фракции политической партии «ЕДИНАЯ РОССИЯ»               |
| Ярославцев, Федор Викторович       | 20 февраля 1967 года | одномандатный избирательный округ, №9 Далматовский избирательный округ (Далматовский, Катайский районы) | Член комитета по региональной политике и местному самоуправлению; член комитета по социальной политике                                                                          | Член фракции политической партии «ЕДИНАЯ РОССИЯ»               |
| Ярушин, Юрий Владимирович          | 7 октября 1973 года  | единый избирательный округ (Курганское региональное отделение политической партии «Либерально-демократическая партия России»), № 17-Кетовская региональная группа (Кетовский район)                                | Заместитель председателя комитета по социальной политике; член комитета по региональной политике и местному самоуправлению                                                      | Руководитель фракции политической партии «ЛДПР»                |

### VI созыв

Фракции:
Единая Россия (28)
КПРФ (2)
ЛДПР (2)
Справедливая Россия (2)

Выборы депутатов Курганской областной думы VI созыва состоялись 13 сентября 2015 года. Председателем областной Думы был избран Фролов Дмитрий Владимирович.
Со 29 сентября 2015 года по 25 сентября 2020 года областная Дума VI созыва рассмотрела и приняла 4345 постановлений областной Думы, 750 законов Курганской области.
| ФИО                                | Дата рождения         | Избирательный округ | Работа в Думе | Партия (фракция)                                         |
| ---------------------------------- | --------------------- | --- | --- | -------------------------------------------------------- |
| Алейников, Владимир Николаевич     | 30 июля 1960 года     | одномандатный избирательный округ, № 16 Макушинский избирательный округ (Макушинский, Мокроусовский, Петуховский, Частоозерский районы)     | Председатель мандатной комиссии; член комитета по аграрной политике и природным ресурсам; член комитета по бюджету, финансовой и налоговой политике                                                          | Член фракции политической партии «ЕДИНАЯ РОССИЯ»         |
| Александров, Юрий Михайлович       | 15 марта 1984 года    | общерегиональная часть, (Курганское региональное отделение политической партии «Либерально-демократическая партия России»)                  | Член комитета по региональной политике и местному самоуправлению; член комитета по социальной политике | Член фракции политической партии «ЛДПР»                  |
| Арзин, Игорь Викторович            | 28 февраля 1968 года  | единый избирательный округ, № 16 Макушинская региональная группа (Макушинский, Мокроусовский, Петуховский, Частоозерский районы)            | Член комитета по региональной политике и местному самоуправлению; член комитета по социальной политике. Досрочно прекратил полномочия 11 апреля 2018 года                                                    | Член фракции политической партии «ЕДИНАЯ РОССИЯ»         |
| Брюханов, Александр Александрович  | 14 августа 1955 года  | одномандатный избирательный округ, № 8 Шадринский избирательный округ 2 (город Шадринск, Шадринский район)                                  | Член комитета по аграрной политике и природным ресурсам; член комитета по законодательству и государственному строительству                                                                                  | Член фракции политической партии «ЕДИНАЯ РОССИЯ»         |
| Вартанов, Сергей Сетракович        | 6 сентября 1957 года  | единый избирательный округ, № 13 Куртамышская региональная группа (Куртамышский, Целинный районы)                                           | Член комитета по социальной политике. Досрочно прекратил полномочия 11 апреля 2018 года | Член фракции политической партии «ЕДИНАЯ РОССИЯ»         |
| Воинкова, Татьяна Васильевна       | 1 апреля 1955 года    | единый избирательный округ, № 17 Кетовская региональная группа (Кетовский район)                                                            | Член комитета по региональной политике и местному самоуправлению; член комитета по экономической политике | Член фракции политической партии «ЕДИНАЯ РОССИЯ»         |
| Воронович, Елена Анатольевна       | 13 августа 1965 года  | одномандатный избирательный округ, № 6 Рябковский избирательный округ (город Курган)                                                        | Председатель комитета по социальной политике; член комитета по законодательству и государственному строительству                                                                                             | Член фракции политической партии «ЕДИНАЯ РОССИЯ»         |
| Гладковский, Константин Михайлович | 6 октября 1965 года   | одномандатный избирательный округ, № 1 Восточный избирательный округ (город Курган)                                                         | Член комитета по социальной политике; член комитета по экономической политике | Член фракции политической партии «ЕДИНАЯ РОССИЯ»         |
| Евгенов, Иван Петрович             | 4 июля 1949 года      | общерегиональная часть, (Курганское областное отделение политической партии «Коммунистическая партия Российской Федерации»)                 | Член комитета по бюджету, финансовой и налоговой политике; член комитета по экономической политике | Член фракции политической партии «КПРФ»                  |
| Ильтяков, Дмитрий Владимирович     | 3 июля 1975 года      | одномандатный избирательный округ, № 5 Заозёрный избирательный округ (город Курган)                                                         | Член комитета по бюджету, финансовой и налоговой политике | Член фракции политической партии «ЕДИНАЯ РОССИЯ»         |
| Исламов, Марат Нуриевич            | 28 июня 1953 года     | одномандатный избирательный округ, № 14 Притобольный избирательный округ (Звериноголовский, Лебяжьевский, Половинский, Притобольный районы) | Председатель комитета по бюджету, финансовой и налоговой политике; член комитета по региональной политике и местному самоуправлению                                                                          | Член фракции политической партии «ЕДИНАЯ РОССИЯ»         |
| Казаков, Владимир Николаевич       | 21 октября 1965 года  | одномандатный избирательный округ, № 15 Варгашинский избирательный округ (Белозерский, Варгашинский, Шатровский районы)                     | Член комитета по экономической политике | Член фракции политической партии «ЕДИНАЯ РОССИЯ»         |
| Кафеев, Евгений Уралович           | 27 апреля 1972 года   | одномандатный избирательный округ, № 17 Кетовский избирательный округ (Кетовский район)                                                     | Председатель комитета по экономической политике | Руководитель фракции политической партии «ЕДИНАЯ РОССИЯ» |
| Кислицын, Василий Александрович    | 17 июня 1952 года     | общерегиональная часть, (Курганское областное отделение политической партии «Коммунистическая партия Российской Федерации»)                 | Член комитета по региональной политике и местному самоуправлению; член комитета по социальной политике | Член фракции политической партии «КПРФ»                  |
| Колташов, Олег Анатольевич         | 17 ноября 1969 года   | единый избирательный округ, № 15 Белозерская региональная группа (Белозерский, Варгашинский, Шатровский районы)                             | Член комитета по бюджету, финансовой и налоговой политике; член комитета по экономической политике | Член фракции политической партии «ЕДИНАЯ РОССИЯ»         |
| Кузнецов, Виктор Павлович          | 18 ноября 1953 года   | вместо И.В. Арзина или С.С. Вартанова | с 3 мая 2018 года, утверждён на Региональном политическом совете политической партии «ЕДИНАЯ РОССИЯ». Член комитета по социальной политике.                                                                  | Член фракции политической партии «ЕДИНАЯ РОССИЯ»         |
| Левитский, Владимир Юриевич        | 9 января 1959 года    | вместо Степанова В.В. | избран 10 сентября 2017 года. Член комитета по социальной политике; член комитета по аграрной политике и природным ресурсам.                                                                                 | Член фракции политической партии «ЕДИНАЯ РОССИЯ»         |
| Лепихин, Александр Васильевич      | 7 января 1963 года    | единый избирательный округ, № 11 Шумихинская региональная группа (Мишкинский, Шумихинский районы)                                           | Член комитета по бюджету, финансовой и налоговой политике; член комитета по аграрной политике и природным ресурсам                                                                                           | Член фракции политической партии «ЕДИНАЯ РОССИЯ»         |
| Меньшиков, Игорь Анатольевич       | 15 мая 1974 года      | единый избирательный округ, № 10 Щучанская региональная группа (Альменевский, Сафакулевский, Щучанский районы)                              | Член комитета по бюджету, финансовой и налоговой политике; член комитета по законодательству и государственному строительству                                                                                | Член фракции политической партии «ЕДИНАЯ РОССИЯ»         |
| Морковкин, Николай Евгеньевич      | 7 января 1952 года    | единый избирательный округ, № 7 Шадринская 1 региональная группа (город Шадринск)                                                           | Член комитета по законодательству и государственному строительству; член комитета по социальной политике | Член фракции политической партии «ЕДИНАЯ РОССИЯ»         |
| Муратов, Сергей Николаевич         | 13 января 1964 года   | одномандатный избирательный округ, № 2 Центральный избирательный округ (город Курган)                                                       | Член комитета по экономической политике | Член фракции политической партии «ЕДИНАЯ РОССИЯ»         |
| Немиров, Александр Данилович       | 24 октября 1946 года  | общерегиональная часть, (Курганское региональное отделение политической партии «ЕДИНАЯ РОССИЯ»)                                             | Член комитета по бюджету, финансовой и налоговой политике; член комитета по аграрной политике и природным ресурсам                                                                                           | Член фракции политической партии «ЕДИНАЯ РОССИЯ»         |
| Обласов, Александр Деонисьевич     | 21 февраля 1966 года  | одномандатный избирательный округ, № 13 Куртамышский избирательный округ (Куртамышский, Целинный районы)                                    | Член комитета по региональной политике и местному самоуправлению; член комитета по аграрной политике и природным ресурсам                                                                                    | Член фракции политической партии «ЕДИНАЯ РОССИЯ»         |
| Остапенко, Владимир Тихонович      | 22 февраля 1953 года  | одномандатный избирательный округ, № 12 Каргапольский избирательный округ (Каргапольский, Юргамышский районы)                               | Председатель комитета по аграрной политике и природным ресурсам; член комитета по бюджету, финансовой и налоговой политике;                                                                                  | Член фракции политической партии «ЕДИНАЯ РОССИЯ»         |
| Половинкин, Андрей Николаевич      | 7 октября 1965 года   | единый избирательный округ, № 9 Катайская региональная группа (Далматовский, Катайский районы)                                              | Член комитета по бюджету, финансовой и налоговой политике; член комитета по социальной политике; член мандатной комиссии                                                                                     | Член фракции политической партии «ЕДИНАЯ РОССИЯ»         |
| Попов, Олег Владимирович           | 19 сентября 1962 года | вместо И.В. Арзина или С.С. Вартанова | с 3 мая 2018 года, утверждён на Региональном политическом совете политической партии «ЕДИНАЯ РОССИЯ». Член комитета по региональной политике и местному самоуправлению; член комитета по социальной политике | Член фракции политической партии «ЕДИНАЯ РОССИЯ»         |
| Порубов, Валерий Викторович        | 31 августа 1954 года  | одномандатный избирательный округ, № 7 Шадринский избирательный округ 1 (город Шадринск)                                                    | Член комитета по бюджету, финансовой и налоговой политике; член комитета по региональной политике и местному самоуправлению                                                                                  | Член фракции политической партии «ЕДИНАЯ РОССИЯ»         |
| Сажин, Владимир Николаевич         | 7 декабря 1948 года   | одномандатный избирательный округ, № 11 Шумихинский избирательный округ (Мишкинский, Шумихинский районы)                                    | Председатель комитета по региональной политике и местному самоуправлению; член комитета по бюджету, финансовой и налоговой политике                                                                          | Член фракции политической партии «ЕДИНАЯ РОССИЯ»         |
| Семёнов, Виктор Анатольевич        | 6 мая 1961 года       | общерегиональная часть, (Курганское региональное отделение политической партии СПРАВЕДЛИВАЯ РОССИЯ в Курганской области)                    | Член комитета по региональной политике и местному самоуправлению; член комитета по экономической политике | Член фракции политической партии «Справедливая Россия»   |
| Степанов, Владимир Васильевич      | 16 октября 1954 года  | одномандатный избирательный округ, № 10 Щучанский избирательный округ (Альменевский, Сафакулевский, Щучанский районы)                       | Член комитета по аграрной политике и природным ресурсам; член комитета по бюджету, финансовой и налоговой политике; умер 13 ноября 2016 года                                                                 | Член фракции политической партии «ЕДИНАЯ РОССИЯ»         |
| Фролов, Дмитрий Владимирович       | 10 мая 1979 года      | одномандатный избирательный округ, № 3 Западный избирательный округ (город Курган)                                                          | Председатель Курганской областной думы VI созыва | Член фракции политической партии «ЕДИНАЯ РОССИЯ»         |
| Хабаров, Владимир Петрович         | 7 марта 1952 года     | единый избирательный округ, № 8 Шадринская 2 региональная группа (город Шадринск, Шадринский район)                                         | Первый заместитель Председателя Курганской областной думы; член комитета по аграрной политике и природным ресурсам; член комитета по бюджету, финансовой и налоговой политике;                               | Член фракции политической партии «ЕДИНАЯ РОССИЯ»         |
| Харлов, Максим Михайлович          | 23 июля 1974 года     | единый избирательный округ, № 12 Каргапольская региональная группа (Каргапольский, Юргамышский районы)                                      | Член комитета по бюджету, финансовой и налоговой политике; член комитета по экономической политике | Член фракции политической партии «ЕДИНАЯ РОССИЯ»         |
| Шалютин, Борис Соломонович         | 15 марта 1960 года    | одномандатный избирательный округ, № 4 Железнодорожный избирательный округ (город Курган)                                                   | Член комитета по законодательству и государственному строительству; член комитета по социальной политике | Член фракции политической партии «Справедливая Россия»   |
| Шиншин, Андрей Юрьевич             | 18 октября 1976 года  | единый избирательный округ, № 14 Притобольная региональная группа (Звериноголовский, Лебяжьевский, Половинский, Притобольный районы)        | Член комитета по бюджету, финансовой и налоговой политике; член комитета по региональной политике и местному самоуправлению                                                                                  | Член фракции политической партии «ЕДИНАЯ РОССИЯ»         |
| Ярославцев, Фёдор Викторович       | 20 февраля 1967 года  | одномандатный избирательный округ, № 9 Катайский избирательный округ (Далматовский, Катайский районы)                                       | Председатель комитета по законодательству и государственному строительству; член комитета по региональной политике и местному самоуправлению; член мандатной комиссии                                        | Член фракции политической партии «ЕДИНАЯ РОССИЯ»         |
| Ярушин, Юрий Владимирович          | 7 октября 1973 года   | общерегиональная часть, (Курганское региональное отделение политической партии «Либерально-демократическая партия России»)                  | Член комитета по региональной политике и местному самоуправлению; член комитета по социальной политике | Член фракции политической партии «ЛДПР»                  |

### VII созыв

Фракции:
Единая Россия (27)
КПРФ (3)
ЛДПР (2)
Справедливая Россия (1)
Партия Пенсионеров (1)

Выборы депутатов Курганской областной думы VII созыва состоялись 13 сентября 2020 года. Председателем областной Думы был избран Фролов Дмитрий Владимирович.
| ФИО                                | Дата рождения         | Избирательный округ | Работа в Думе | Партия (фракция)                                                                        |
| ---------------------------------- | --------------------- | --- | --- | --------------------------------------------------------------------------------------- |
| Алейников, Владимир Николаевич     | 30 июля 1960 года     | Региональная группа № 16 - Макушинская (Макушинский, Мокроусовский, Петуховский, Частоозерский районы), Курганское региональное отделение Всероссийской политической партии «ЕДИНАЯ РОССИЯ»    | Председатель мандатной комиссии; член комитета по аграрной политике и природным ресурсам; член комитета по социальной политике                                                                  | Член фракции «ЕДИНАЯ РОССИЯ»                                                            |
| Брюханов, Александр Александрович  | 14 августа 1955 года  | Одномандатный избирательный округ № 8 - Шадринский — 2 (город Шадринск, Шадринский район) | Председатель комитета по аграрной политике и природным ресурсам; член комитета по региональной политике и местному самоуправлению                                                               | Член фракции «ЕДИНАЯ РОССИЯ»                                                            |
| Воробьева, Наталья Михайловна      | 2 октября 1969 года   | Региональная группа № 1 - Восточная (город Курган), Курганское областное отделение политической партии «КОММУНИСТИЧЕСКАЯ ПАРТИЯ РОССИЙСКОЙ ФЕДЕРАЦИИ»                                          | член комитета по социальной политике; член комитета по экономической политике |                                                                                         |
| Воронович, Елена Анатольевна       | 13 августа 1965 года  | вместо Раиника Д. А. | Председатель комитета по социальной политике; член комитета по законодательству и государственному строительству                                                                                | Член фракции «ЕДИНАЯ РОССИЯ»                                                            |
| Вяткин, Родион Владиленович        | 24 сентября 1977 года | Региональная группа № 2 – Притобольная (Звериноголовский, Лебяжьевский, Половинский, Притобольный районы), Курганское региональное отделение Всероссийской политической партии «ЕДИНАЯ РОССИЯ» | Заместитель председателя комитета по законодательству и государственному строительству; член комитета по региональной политике и местному самоуправлению                                        | Член фракции «ЕДИНАЯ РОССИЯ»                                                            |
| Гладковский, Константин Михайлович | 6 октября 1965 года   | Одномандатный избирательный округ № 1 - Восточный (город Курган) | член комитета по экономической политике | Член фракции «ЕДИНАЯ РОССИЯ»                                                            |
| Дружинина, Ольга Владимировна      | 9 октября 1979 года   | Региональная группа № 4 - Железнодорожная (город Курган), Курганское региональное отделение Политической партии ЛДПР – Либерально-демократической партии России                                | член комитета по аграрной политике и природным ресурсам; член комитета по экономической политике                                                                                                |                                                                                         |
| Зырянов, Виктор Леонидович         | 11 апреля 1959 года   | Региональная группа № 2 - Центральная (город Курган), Курганское областное отделение политической партии «КОММУНИСТИЧЕСКАЯ ПАРТИЯ РОССИЙСКОЙ ФЕДЕРАЦИИ»                                        | член комитета по бюджету, финансовой и налоговой политике; член комитета по законодательству и государственному строительству                                                                   | Руководитель фракции ПОЛИТИЧЕСКОЙ ПАРТИИ «КОММУНИСТИЧЕСКАЯ ПАРТИЯ РОССИЙСКОЙ ФЕДЕРАЦИИ» |
| Ильтяков, Дмитрий Владимирович     | 3 июля 1975 года      | Одномандатный избирательный округ № 5 - Заозерный (город Курган) | член комитета по бюджету, финансовой и налоговой политике | Член фракции «ЕДИНАЯ РОССИЯ»                                                            |
| Исламов, Марат Нуриевич            | 28 июня 1953 года     | Одномандатный избирательный округ № 14 - Притобольный (Звериноголовский, Лебяжьевский, Половинский, Притобольный районы)                                                                       | Заместитель Председателя областной Думы; председатель комитета по бюджету, финансовой и налоговой политике                                                                                      | Член фракции «ЕДИНАЯ РОССИЯ»                                                            |
| Казаков, Владимир Николаевич       | 21 октября 1965 года  | Одномандатный избирательный округ № 15 - Варгашинский (Белозерский, Варгашинский, Шатровский районы)                                                                                           | член комитета по экономической политике | Член фракции «ЕДИНАЯ РОССИЯ»                                                            |
| Кафеев, Евгений Уралович           | 27 апреля 1972 года   | Одномандатный избирательный округ №17 - Кетовский (Кетовский район) | Заместитель Председателя областной Думы; председатель комитета по экономической политике | Член фракции «ЕДИНАЯ РОССИЯ»                                                            |
| Климко, Ярослав Олегович           | 16 февраля 1972 года  | Региональная группа № 4 - Железнодорожная (город Курган), Региональное отделение политической партии «Российская партия пенсионеров за социальную справедливость» в Курганской области         | член комитета по законодательству и государственному строительству; член комитета по социальной политике                                                                                        |                                                                                         |
| Логинов, Олег Леонидович           | 27 сентября 1967 года | Одномандатный избирательный округ №16 - Макушинский (Макушинский, Мокроусовский, Петуховский, Частоозерский районы)                                                                            | Заместитель председателя комитета по аграрной политике и природным ресурсам; член комитета по бюджету, финансовой и налоговой политике                                                          | Член фракции «ЕДИНАЯ РОССИЯ»                                                            |
| Максимов, Сергей Александрович     | 8 марта 1961 года     | Региональная группа № 7 – Шадринская – 1 (город Шадринск), Курганское региональное отделение Всероссийской политической партии «ЕДИНАЯ РОССИЯ»                                                 | член комитета по региональной политике и местному самоуправлению; член комитета по социальной политике                                                                                          | Первый заместитель руководителя фракции «ЕДИНАЯ РОССИЯ»                                 |
| Обласов, Александр Деонисьевич     | 21 февраля 1966 года  | Одномандатный избирательный округ № 13 - Куртамышский (Куртамышский, Целинный районы) | член комитета по аграрной политике и природным ресурсам; член комитета по экономической политике                                                                                                | Член фракции «ЕДИНАЯ РОССИЯ»                                                            |
| Поваренко, Сергей Николаевич       | 19 сентября 1964 года | Одномандатный избирательный округ № 4 - Железнодорожный (город Курган) | председатель комитета по социальной политике; член комитета по экономической политике | Член фракции «ЕДИНАЯ РОССИЯ»                                                            |
| Попов, Олег Владимирович           | 19 сентября 1962 года | Региональная группа № 13 - Куртамышская (Куртамышский, Целинный районы), Курганское региональное отделение Всероссийской политической партии «ЕДИНАЯ РОССИЯ»                                   | член комитета по региональной политике и местному самоуправлению; член комитета по социальной политике                                                                                          | Член фракции «ЕДИНАЯ РОССИЯ»                                                            |
| Порубов, Валерий Викторович        | 31 августа 1954 года  | Одномандатный избирательный округ № 7 - Шадринский — 1 (город Шадринск) | заместитель председателя комитета по социальной политике; член комитета по экономической политике; член мандатной комиссии                                                                      | Член фракции «ЕДИНАЯ РОССИЯ»                                                            |
| Раиник, Дмитрий Александрович      | 16 ноября 1980 года   | Региональная группа № 5 – Заозерная (город Курган), Курганское региональное отделение Всероссийской политической партии «ЕДИНАЯ РОССИЯ»                                                        | член комитета по законодательству и государственному строительству; член комитета по социальной политике. 24 ноября 2020 сложил полномочия.                                                     | Член фракции «ЕДИНАЯ РОССИЯ»                                                            |
| Сажин, Владимир Николаевич         | 7 декабря 1948 года   | Одномандатный избирательный округ № 11 - Шумихинский (Мишкинский, Шумихинский районы) | Первый заместитель Председателя областной Думы (до 24 ноября 2020); член комитета по бюджету, финансовой и налоговой политике; член комитета по региональной политике и местному самоуправлению | Член фракции «ЕДИНАЯ РОССИЯ»                                                            |
| Сепиашвили, Гиви Гиоргиевич        | 12 декабря 1958 года  | Региональная группа № 6 – Рябковская (город Курган), Курганское региональное отделение Всероссийской политической партии «ЕДИНАЯ РОССИЯ»                                                       | член комитета по законодательству и государственному строительству; член комитета по социальной политике                                                                                        | Член фракции «ЕДИНАЯ РОССИЯ»                                                            |
| Сусляков, Валерий Васильевич       | 24 марта 1962 года    | Региональная группа № 8 – Шадринская — 2 (город Шадринск, Шадринский район), Курганское региональное отделение Всероссийской политической партии «ЕДИНАЯ РОССИЯ»                               | член комитета по аграрной политике и природным ресурсам; член комитета по бюджету, финансовой и налоговой политике                                                                              | Член фракции «ЕДИНАЯ РОССИЯ»                                                            |
| Федотов, Сергей Николаевич         | 3 мая 1981 года       | Региональная группа № 3 - Западная (город Курган), Курганское областное отделение политической партии «КОММУНИСТИЧЕСКАЯ ПАРТИЯ РОССИЙСКОЙ ФЕДЕРАЦИИ»                                           | заместитель председателя комитета по законодательству и государственному строительству; член комитета по экономической политике                                                                 |                                                                                         |
| Фролов, Дмитрий Владимирович       | 10 мая 1979 года      | Одномандатный избирательный округ № 3 - Западный (город Курган) | Председатель Курганской областной думы VII созыва | Член фракции «ЕДИНАЯ РОССИЯ»                                                            |
| Харлов, Максим Михайлович          | 23 июля 1974 года     | Одномандатный избирательный округ № 12 - Каргапольский (Каргапольский и Юргамышский районы) | заместитель председателя комитета по бюджету, финансовой и налоговой политике; член комитета по экономической политике                                                                          | Член фракции «ЕДИНАЯ РОССИЯ»                                                            |
| Хахалов, Денис Сергеевич           | 19 августа 1977 года  | Региональная группа № 9 - Катайская (Далматовский, Катайский районы), Курганское региональное отделение Всероссийской политической партии «ЕДИНАЯ РОССИЯ»                                      | член комитета по бюджету, финансовой и налоговой политике;член комитета по законодательству и государственному строительству                                                                    | Член фракции «ЕДИНАЯ РОССИЯ»                                                            |
| Хильчук, Татьяна Юрьевна           | 19 июня 1975 года     | Одномандатный избирательный округ № 2 - Центральный (город Курган) | член комитета по региональной политике и местному самоуправлению; член комитета по социальной политике                                                                                          | Член фракции «ЕДИНАЯ РОССИЯ»                                                            |
| Хохлов, Роман Петрович             | 19 октября 1975 года  | Региональная группа № 12 - Каргапольская (Каргапольский, Юргамышский районы), Курганское региональное отделение Всероссийской политической партии «ЕДИНАЯ РОССИЯ»                              | член комитета по бюджету, финансовой и налоговой политике; член комитета по региональной политике и местному самоуправлению                                                                     | Член фракции «ЕДИНАЯ РОССИЯ»                                                            |
| Цховребов, Роин Ладикоевич         | 15 июля 1958 года     | Региональная группа № 13 - Куртамышская (Куртамышский, Целинный районы), Региональное отделение Политической партии СПРАВЕДЛИВАЯ РОССИЯ в Курганской области                                   | член комитета по аграрной политике и природным ресурсам | Руководитель фракции «СПРАВЕДЛИВАЯ РОССИЯ»                                              |
| Чепурной, Борис Федорович          | 25 июня 1963 года     | Одномандатный избирательный округ №10 - Щучанский (Альменевский, Сафакулевский, Щучанский районы)                                                                                              | член комитета по законодательству и государственному строительству; член комитета по региональной политике и местному самоуправлению. Досрочно прекратил полномочия 26 апреля 2023 года         | Член фракции «ЕДИНАЯ РОССИЯ»                                                            |
| Черняк, Александр Владимирович     | 2 марта 1975 года     | вместо Б.Ф. Чепурного | избран 10 сентября 2023 года. | Член фракции «ЕДИНАЯ РОССИЯ»                                                            |
| Шиншин, Андрей Юрьевич             | 18 октября 1976 года  | Одномандатный избирательный округ № 6 - Рябковский (город Курган) | член комитета по бюджету, финансовой и налоговой политике; член комитета по экономической политике                                                                                              | Член фракции «ЕДИНАЯ РОССИЯ»                                                            |
| Шумков, Вадим Олегович             | 24 декабря 1964 года  | Региональная группа № 11 - Шумихинская (Мишкинский, Шумихинский районы), Курганское региональное отделение Всероссийской политической партии «ЕДИНАЯ РОССИЯ»                                   | заместитель Председателя областной Думы; председатель комитета по региональной политике и местному самоуправлению                                                                               | Член фракции «ЕДИНАЯ РОССИЯ»                                                            |
| Ярославцев, Фёдор Викторович       | 20 февраля 1967 года  | Одномандатный избирательный округ № 9 - Катайский (Далматовский, Катайский районы) | Председатель комитета по законодательству и государственному строительству; член комитета по социальной политике; член мандатной комиссии                                                       | Член фракции «ЕДИНАЯ РОССИЯ»                                                            |
| Ярушин, Юрий Владимирович          | 7 октября 1973 года   | Региональная группа № 17 - Кетовская (Кетовский район), Курганское региональное отделение Политической партии ЛДПР – Либерально-демократической партии России                                  | Заместитель председателя комитета по региональной политике и местному самоуправлению; член комитета по социальной политике                                                                      |                                                                                         |

### VIII созыв
Выборы депутатов Курганской областной Думы VIII созыва запланированы на 2025 год. Днём голосования на выборах в Курганскую областную думу является второе воскресенье сентября года, в котором истекают сроки полномочий депутатов.

### История здания Курганской областной Думы
- В 1898 году на Тобольском епархиальном съезде православное духовенство приняло решение об учреждении в г. Кургане мужского духовного училища. Курганская городская дума поддержала инициативу. Депутаты приняли решение о безвозмездном выделении земельного участка под строительство нового учебного заведения.
- 8 мая 1904 года епископ Тобольской епархии преосвященный Антоний совершил торжественную закладку первого камня в основание здания училища. Здание строилось на Ново-Запольной улице (с 1909 года — улица Гоголя), рядом с Конной площадю (с 1914 года — Александровская площадь, ныне площадь Ленина). Архитектор Н. А. Юшков.
- 24 сентября 1905 года помещения духовного училища освятил преосвященный Антоний, епископ Тобольский и Сибирский.
- 16 апреля 1918 года IV Курганский уездный съезд Советов крестьянских депутатов по инициативе большевиков постановил реорганизовать данное образовательное учреждение, переименовав его в «Первый крестьянский университет». Школьному отделу при крестьянской секции Совета совместно с комиссаром народного просвещения было поручено прекратить обучение детей «классово чуждым предметам».
- В ночь со 2-го на 3-е июня 1918 года отряды «Красной Гвардии» вступили в бой с частями чехословацкого корпуса, стоявшими на железнодорожном вокзале. Советская власть в г. Кургане упразднена.
- В августе 1919 года г. Курган взят красной армией. Здание бывшего духовного училища было приспособлено под госпиталь.
- В декабре 1919 года Курганский уездный отдел народного образования издал резолюцию с требованием «прекратить преподавание каких-либо вероучений, как-то: Закон Божий, молитва. Ни под каким предлогом не допускать в стены школы священнослужителей (попов, дьяков и др.)».
- 20 августа 1926 года здание было передано Курганскому окружному исполкому Советов рабочих, крестьянских, красноармейских и казачьих депутатов.
- В 1935 году ЦИК СССР по инициативе Челябинского обкома ВКП(б) принял решение о переводе в г. Курган Пермской Высшей коммунистической сельскохозяйственной школы.
- В марте 1939 года в Кургане появился Челябинский колхозный сельскохозяйственный техникум. Он был учрежден на базе Челябинской Высшей коммунистической сельскохозяйственной школы и рабфака.
- В 1941 году, после начала Великой Отечественной войны, Челябинский колхозный сельскохозяйственный техникум был переведен в с. Утятское.
- С 1 июля 1941 года по сентябрь 1943 года хирургический эвакогоспиталь № 1729.
- 26 февраля 1943 года бюро Курганского обкома ВКП(б) приняло решение передать здание обкому партии.
- В августе 1952 года во вновь построенном здании на площади им. Ленина, 1 разместились Курганский обком и горком партии, а также обком и горком ВЛКСМ. А освободившиеся помещения в старом здании заняли учреждения Курганского облисполкома Совета депутатов трудящихся. Здесь же проводились заседания депутатских постоянных комиссий областного Совета.
- В 1991 году вместо облисполкома, согласно Указу Президента РФ, учреждена областная Администрация, а в дальнейшем — Правительство Курганской области.
- 12 апреля 1994 года в здании прошло первое заседание законодательного (представительного) органа власти Курганской области — Курганской областной Думы.